# Canton d'Agen-Ouest
Pour les articles homonymes, voir Canton d'Agen (homonymie).
Le canton d'Agen-Ouest est une ancienne division administrative française située dans le département de Lot-et-Garonne, en région Aquitaine.

## Histoire
Le canton d'Agen-Ouest est créé en 1973, en même temps que ceux d'Agen-Centre, d'Agen-Est et d'Agen-Nord, en remplacement des cantons d'Agen-1 et d'Agen-2.

## Géographie
Ce canton était organisé autour d'Agen dans l'arrondissement d'Agen. Son altitude variait de 36 m (Le Passage d'Agen) à 162 m (Agen) pour une altitude moyenne de 49 m.

## Composition
Le canton d'Agen-Ouest se composait d'une fraction de la commune d'Agen et d'une autre commune. Il comptait 12 631 habitants (population municipale) au 1er janvier 2012.
| Nom              | Code Insee | Intercommunalité        | Population (dernière pop. légale)              |
| ---------------- | ---------- | ----------------------- | ---------------------------------------------- |
| Agen (chef-lieu) | 47001      | CA Agglomération d'Agen | Fraction : 3 251(2012) Commune : 34 126 (2014) |
| Le Passage       | 47201      | CA Agglomération d'Agen | 9 546 (2014)                                   |

## Démographie
| 1975 | 1982 | 1990   | 1999   | 2006   | 2011   | 2012   |
| ---- | ---- | ------ | ------ | ------ | ------ | ------ |
| -    | -    | 11 725 | 11 556 | 12 419 | 12 566 | 12 631 |

## Administration
| Période | Période | Identité          | Étiquette | Qualité                                                                        |
| ------- | ------- | ----------------- | --------- | ------------------------------------------------------------------------------ |
| 1973    | 2004    | Pierre Lapoujade  | CNIP      | Médecin, maire du Passage d'Agen (1971-2001) Vice-Président du Conseil Général |
| 2004    | 2011    | Thierry Lacan     | PS        | Cadre médico-social Conseiller municipal du Passage d'Agen                     |
| 2011    | 2015    | Jean-Louis Matéos | PRG       | Directeur d'établissement médico-social, conseiller municipal d'Agen           |